# Haus Aldenburg-Bentinck

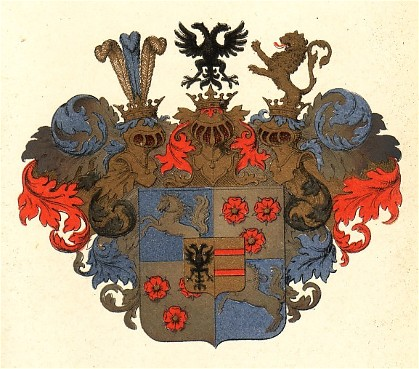
Vollwappen der Grafen von Aldenburg

Haus Aldenburg-Bentinck ist der Name eines halbsouveränen Herrscherhauses, welches seinen Ursprung im Jahr 1663 hat.

## Herkunft
Der Begründer des Hauses war der Graf Anton I. von Aldenburg, ein unehelicher Sohn des letzten Grafen von Oldenburg, Anton Günther, und dessen Verlobter Elisabeth Freiin Ungnad von Weissenwolff (1614–1683).
Anton wurde von Kaiser Ferdinand III. legitimiert und zum Reichsfreiherrn, später zum Reichsgrafen von Aldenburg erhoben. Beim Tod seines Vaters am 19. Juni 1667 erhielt er die Herrschaften Kniphausen, Varel und Schloss Doorwerth als oldenburgisches Fideikommiss. Nach Antons Tod bekamen dessen Nachkommen durch das sog. Aldenburgischen Traktat am 12. Juli 1693 die Herrschaft Kniphausen sowie das Amt Varel als freien Grundbesitz bestätigt.
Antons Enkelin Charlotte Sophie heiratete 1733 den zum Reichsgrafen erhobenen Wilhelm von Bentinck auf Rhoon und Pendrecht, Ratspräsident der niederländischen Provinzen von Holland und Friesland. Damit kamen die aldenburgischen Herrschaften schließlich an das Haus Bentinck. Der Name der neuen Linie war Aldenburg-Bentinck oder Bentinck-Aldenburg; die Namensform Aldenburg-Bentinck wurde schließlich fest.

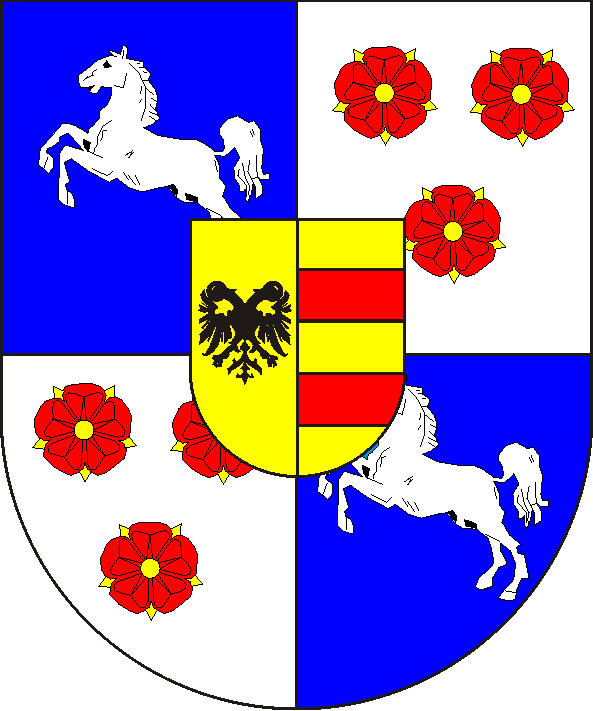
Wappen der Grafen von Aldenburg
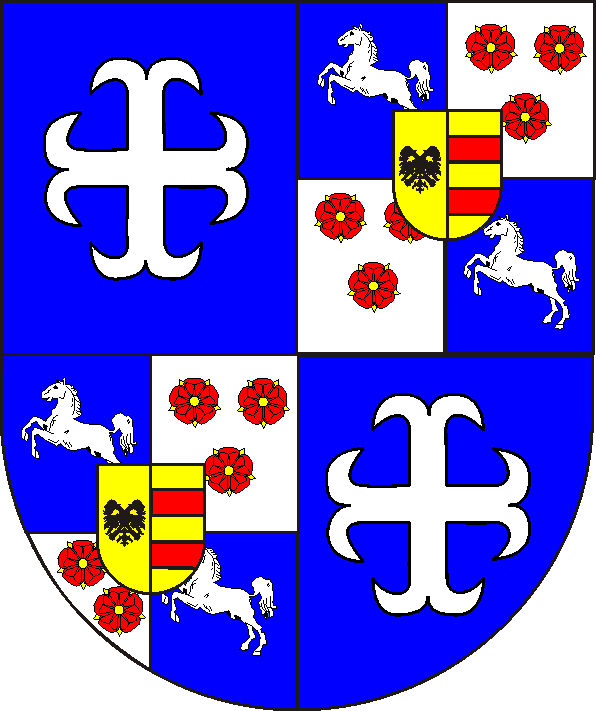
Wappen der Grafen von Aldenburg-Bentinck
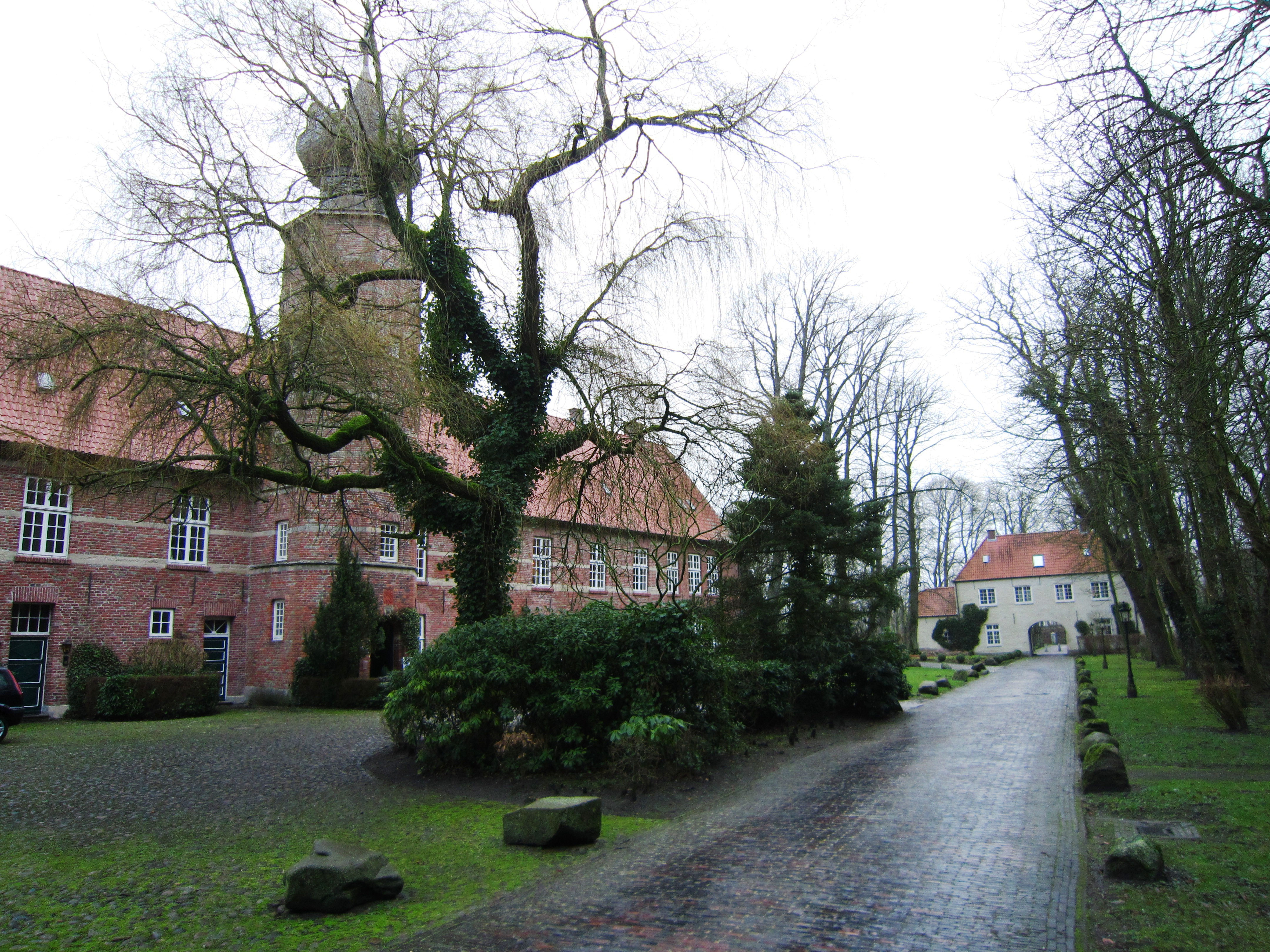
Burg Kniphausen
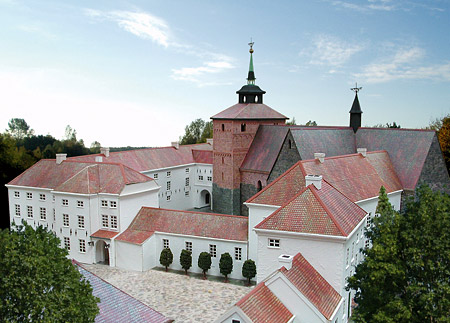
Schloss Varel (Modell)
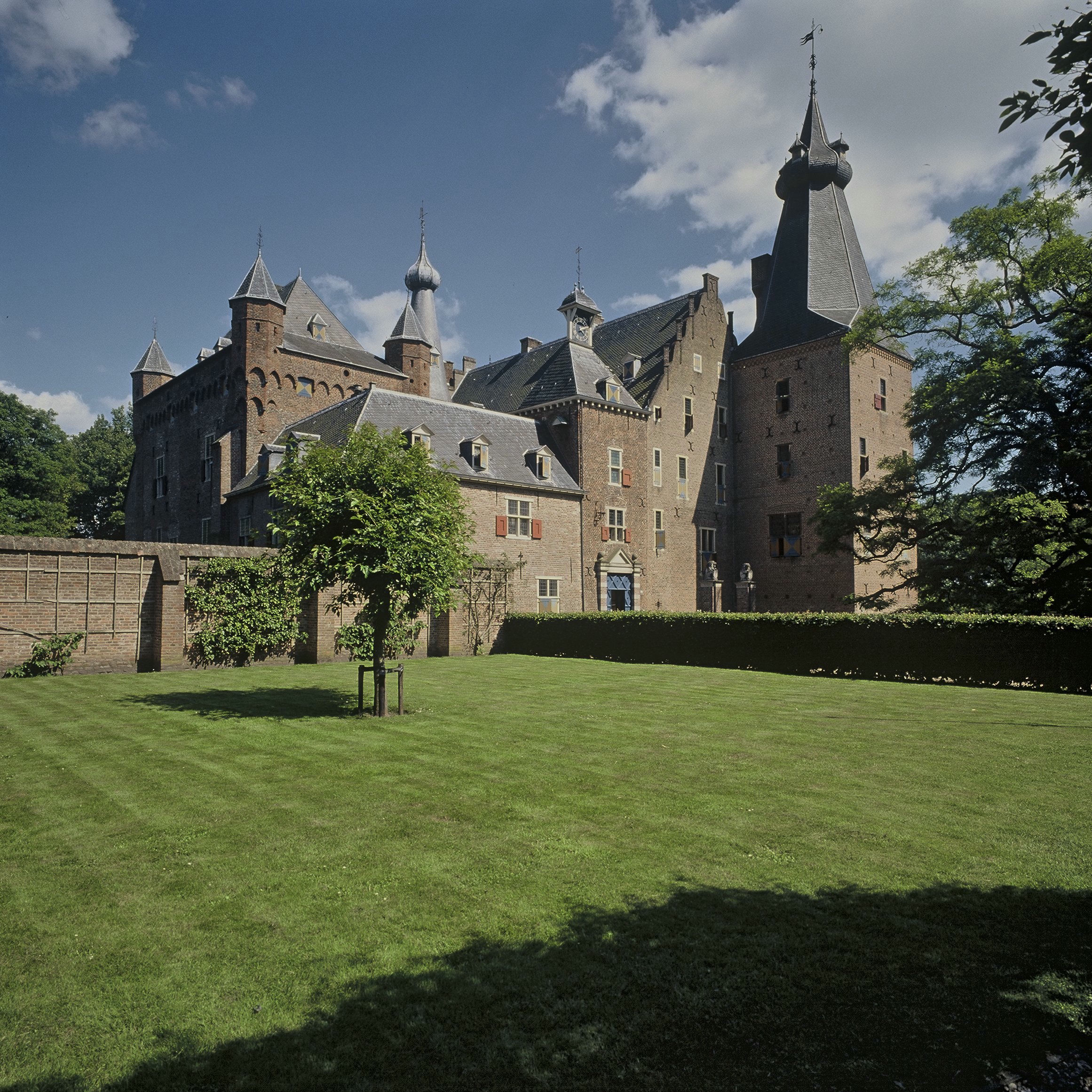
Schloss Doorwerth im Gelderland

## Grafen von Aldenburg
- 1663–1680: Anton I. von Aldenburg
- 1681–1738: Anton II. von Aldenburg postumus
  - Seine Tochter Charlotte Sophie (1715–1800) heiratete Reichsgraf Wilhelm von Bentinck.

Anton I. von Aldenburg (1633–1680)
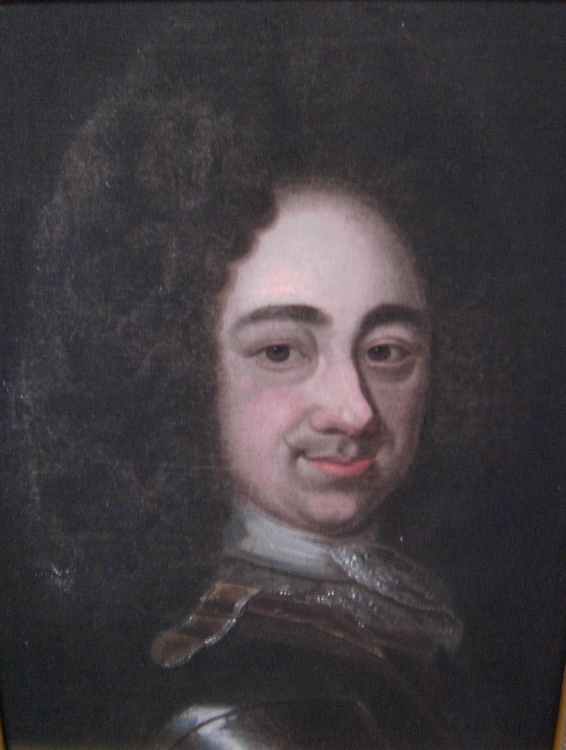
Anton II. von Aldenburg (1681–1738)

## Grafen von Aldenburg-Bentinck
- 1738–1773: Wilhelm Graf von Bentinck (1704–1774)
- 1773–1835: Wilhelm Gustav Friedrich Bentinck (1762–1835), zunächst unter Vormundschaft seiner Großmutter Charlotte Sophie
- 1835–1876: Gustav Adolf von Aldenburg-Bentinck (1809–1876), seit 1834 Mitregent des Vaters, erhielt 1845 das Primogenitur-Prädikat „Erlaucht“ laut Bundestagsbeschluss
  - verkaufte 1854 die Standesherrschaften an Oldenburg

- 1886: Königlich Großbritannische Anerkennung des Grafentitels
- 1888: Ererbung der Standesherrschaft Waldeck-Limpurg mit Sitz auf Schloss Gaildorf in Württemberg und erbliches Mitglied der württembergischen Kammer der Standesherren
- 1889: Fürstlich Waldeckische Genehmigung zur Führung des waldeckischen Namens und Wappens
- 1920: Aufnahme in den niederländischen Adel als Graf bzw. Gräfin van Aldenburg-Bentinck (für Godard Graf von Bentinck (* 1857; † 1940) und dessen Nachkommen) als Erbe von Schloss Amerongen in der Provinz Utrecht sowie Schloss Middachten bei Rheden im Gelderland
- 1924: Aufnahme in den niederländischen Adel mit gleichen Titeln (für Wilhelm Friedrich Graf von Bentinck (* 1880; † 1958) und dessen Nachkommen)

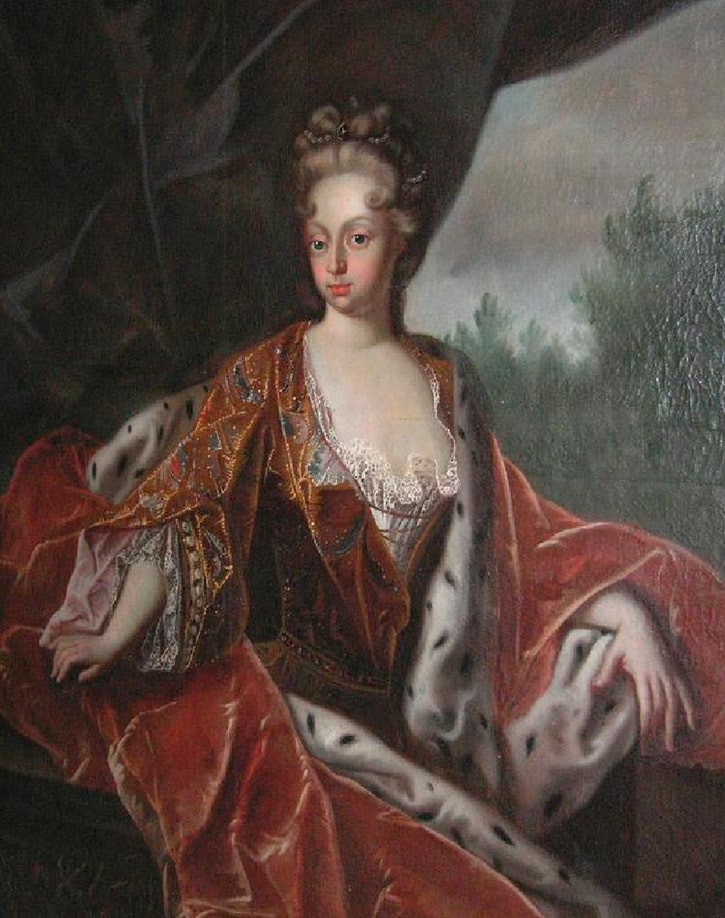
Charlotte Sophie Gräfin von Bentinck, geborene Reichsgräfin von Aldenburg (1715–1800)
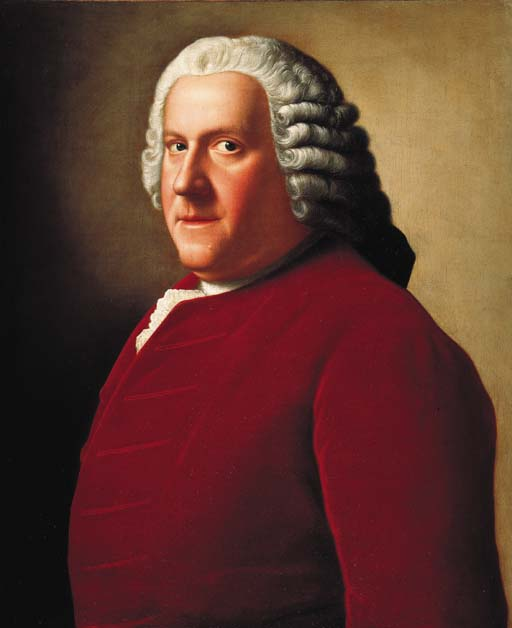
Wilhelm Graf von Bentinck (1704–1774)
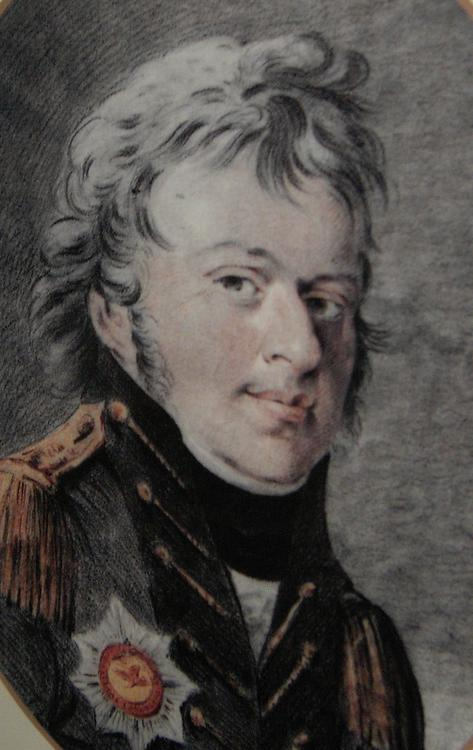
Graf Wilhelm Gustav Friedrich Bentinck (1762–1835)